# Nemzeti Jogvédő Szolgálat
A Nemzeti Jogvédő Szolgálat 2008-ban jött létre közhasznú szervezetként a magyar radikális jobboldal ideológiai alapján. Társszerve a 2004-ben alapított Nemzeti Jogvédő Alapítvány, amely szintén közhasznúan működik.

## Az alapítvány célja
Az alapítvány elsődleges célja, hogy az általa működtetett Nemzeti Jogvédő Szolgálat útján jogi segítséget nyújtson a Magyarországon, vagy a világ bármely táján élő, a magyar nemzeti közösség azon tagjainak és szervezeteinek, akiket és amelyeket nemzeti, etnikai, nyelvi hovatartozásuk, világnézetük, vagy a magyarság érdekében kifejtett tevékenységük miatt emberi, állampolgári vagy alkotmányos jogokat érintő bármilyen jogsérelem, illetve hátrányos megkülönböztetés ér, vagy akikkel, illetve amelyekkel szemben a fentiek miatt törvényhozói vagy törvénykezési eljárást indítottak.
Céljuk az önkényuralmi rendszerekben, a törvénysértések és a kárpótlási folyamat során sérelmet szenvedett magyar állampolgárok és magyar népcsoportok ügyének szakmai képviselete hazai és nemzetközi fórumok előtt, ideértve a megoldást célzó jogfejlesztési javaslatok megtételét is.
Azért küzdenek, hogy a kormányzat az alkotmányos és nemzetközi jog által meghatározott jogállami kereteket tartsa be, tisztelje a magyarok alapvető emberi jogait és szabadságát.

## A szolgálat elnökségének tagjai
Zétényi Zsolt (elnök), Gaudi-Nagy Tamás (ügyvezető), Galla János (titkár), Balogh Gábor, Balsai Szabolcs, Cservák Csaba, Grespik László, Gyurta Tibor és  Novozánszky Ilona.

## Tevékenységük
2006/2007: A Szolgálat jogerősen jelentős összegű kártérítést kényszerített ki a rendőrségtől a Lelkiismeret ’88 csoport vezetője, Kocsis Imre és tagjai javára a 2004. május 23-ai Erzsébet téri jogellenes rendőri intézkedésekkel okozott nem vagyoni károk megtérítése érdekében.
A szolgálat a Legfelsőbb Bíróságon elérte a Ságvári Endre meggyilkolásának vádjával 1959-ben halálra ítélt és kivégzett néhai Kristóf László csendőr nyomozó törzsőrmester felmentését.
Létrehozta és működteti a Szabadság Tér Bizottságot, amely több tucat szervezetet és személyt tömörít annak érdekében, hogy a Szabadság téri szovjet emlékmű kerüljön el mostani helyéről és álljon vissza a tér eredeti történelmi arculata.
Az országgyűlési választásokon jogsegélyt nyújtott a választások tisztaságának védelme érdekében.
2008: Jogi háttérsegítséget adott az egri Markoth Ferenc Kórház dolgozóinak a HospInvest Zrt. törekvéseivel szemben a jogilag is aggályos privatizációs kísérlet megakadályozása érdekében. Semmissé nyilváníttatta az 1956 után kivégzett Komjáti Ferenc ítéletét.
A 2006 őszi tömeges rendőri-bírósági jogsértések miatt megindult jogvédő küzdelem mára jelentős eredményeket hozott: az ügyvédeik által védett 70 személyből több mint 40-nel szemben megszüntették a büntető-, illetve szabálysértési eljárást, illetve felmentettek. A szolgálat el kívánja érni a 2006 őszi jogsértések felelőseinek megbüntetését és az áldozatok kártérítését.
A 2008. április 11-ei Clark Ádám téri tüntetésen előállított tüntetők közül már csaknem 10 fő felmentését érték el. Alkotmánybíróság előtt támadták meg a „lex tojás” törvényt, amely a politikai szabadságjogok aktuálpolitikai célú kriminalizálását eredményezheti.
A Magyar Gárda Egyesület elleni feloszlatási perben az egyesület jogi képviseletét látták el. Védik továbbá a gárdistákat a gyülekezési joggal visszaélés illetve gárdaruha viselés miatt indított szabálysértési- és büntető eljárásokban.
Szakmai munkacsoportot alakítottak Bencze Izabella és Morvai Krisztina közreműködésével a nemzeti vagyon védelmét szolgáló jogi lépések megtétele érdekében.